# Quercus texana
Quercus texana Buckley, 1860 è un albero appartenente alla famiglia delle Fagaceae.

## Descrizione
Quercus texana è un albero che può raggiungere generalmente un'altezza di circa 25 metri, con una corteccia di colore marrone scuro. Ha foglie con lobi appuntiti e acuminati simili a quelle della quercia della Georgia (Quercus georgiana) e della quercia pinta (Quercus palustris).

## Distribuzione e habitat
È originaria degli Stati Uniti centro-meridionali principalmente nella bassa valle del fiume Mississippi in Louisiana, Arkansas, Mississippi, Alabama e Tennessee occidentale. Alcuni esemplari si possono trovare qnche nel Texas orientale, nell'Oklahoma sudorientale, nel Missouri sudorientale, nell'estremo ovest del Kentucky e nella punta più meridionale dell'Illinois.